# NGC 1046
NGC 1046 ist eine Linsenförmige Galaxie vom Hubble-Typ S0- pec im Sternbild Walfisch südlich der Ekliptik. Sie ist schätzungsweise 272 Millionen Lichtjahre von der Milchstraße entfernt und hat einen Durchmesser von etwa 25.000 Lichtjahren. Wahrscheinlich bildet sie gemeinsam mit NGC 1044 und PGC 3080165 ein gebundenes Galaxientrio.
Im selben Himmelsareal befinden sich unter anderem die Galaxien PGC 10135, PGC 10166, PGC 10173, PGC 10176.
Das Objekt wurde am 7. November 1784 vom deutsch-britischen Astronomen Wilhelm Herschel entdeckt.